# Montjoie ! Saint Denis !

Montjoie ! Saint Denis ! est le cri de guerre des rois de France, présent sur les armoiries de France et de Navarre.

« Montjoie ! Saint Denis ! » est un cri d'armes ou cri de guerre utilisé par les armées des rois de France, en particulier celles des Capétiens. Il associe le terme de « montjoie », au sens de « bannière de l'armée royale », à une référence à saint Denis, patron des rois de France.

## Origines et étymologie
Le cri d'armes « Montjoie ! Saint Denis ! » apparaît sous la dynastie capétienne, succédant au seul « Montjoie ! » des XIe – XIIe siècles. Paul Quentel explique dans l'Encyclopædia Universalis qu'il est difficile d'établir son origine mais qu'il est, semble-t-il, déjà en usage à la bataille de Bouvines sous le règne de Philippe II Auguste. Ce cri de guerre reste en vigueur jusqu’au XVIe siècle.
Selon une légende qui se répand au temps de Charles V le Sage, le roi Clovis aurait été victorieux contre le roi sarrazin Condat au pied de la tour ou donjon de Montjoie dans la forêt de Marly (sur ce qui est aujourd'hui la commune de Chambourcy dans les Yvelines) grâce à un écu portant trois fleurs de lys d’or sur un fond azur, confectionné par Clotilde. Ce miracle serait commémoré par le cri de guerre.
Une autre hypothèse évoque Montjoie comme le lieu du martyre de saint Denis, nommé « Mont-joie Saint Denis », et situe l'endroit, la Montjoie, dans la plaine du Lendit, entre Paris et Saint-Denis,.
Selon Anne Lombard-Jourdan, l'étymologie du terme serait francique (Mundgawi) et signifierait « Protège-pays ». L'historienne note que l'appel « Montjoie et saint Denis ! » reprend le vieux cri héroïque « Munjoie ! » en le christianisant. Cette formulation apparaît pour la première fois dans la chanson de geste le Couronnement de Louis, composée entre 1131 et 1137, et suggère une probable intervention de l'abbé Suger dans l'adoption
du nouvel appel « Montjoie et saint Denis ! ».
D'autres modulations contemporaines se trouvent en littérature, ainsi « Montjoie ! saint Denis ! » dans Girart de Viane, « Montjoie ! Dis aidiés ! saint Denis ! » dans Fierabras, ou « Montjoie ! escrie. Aïde, saint Denis ! » dans Anseïs de Carthage.

## Cri d'armes royal
Le cri juxtapose les termes :

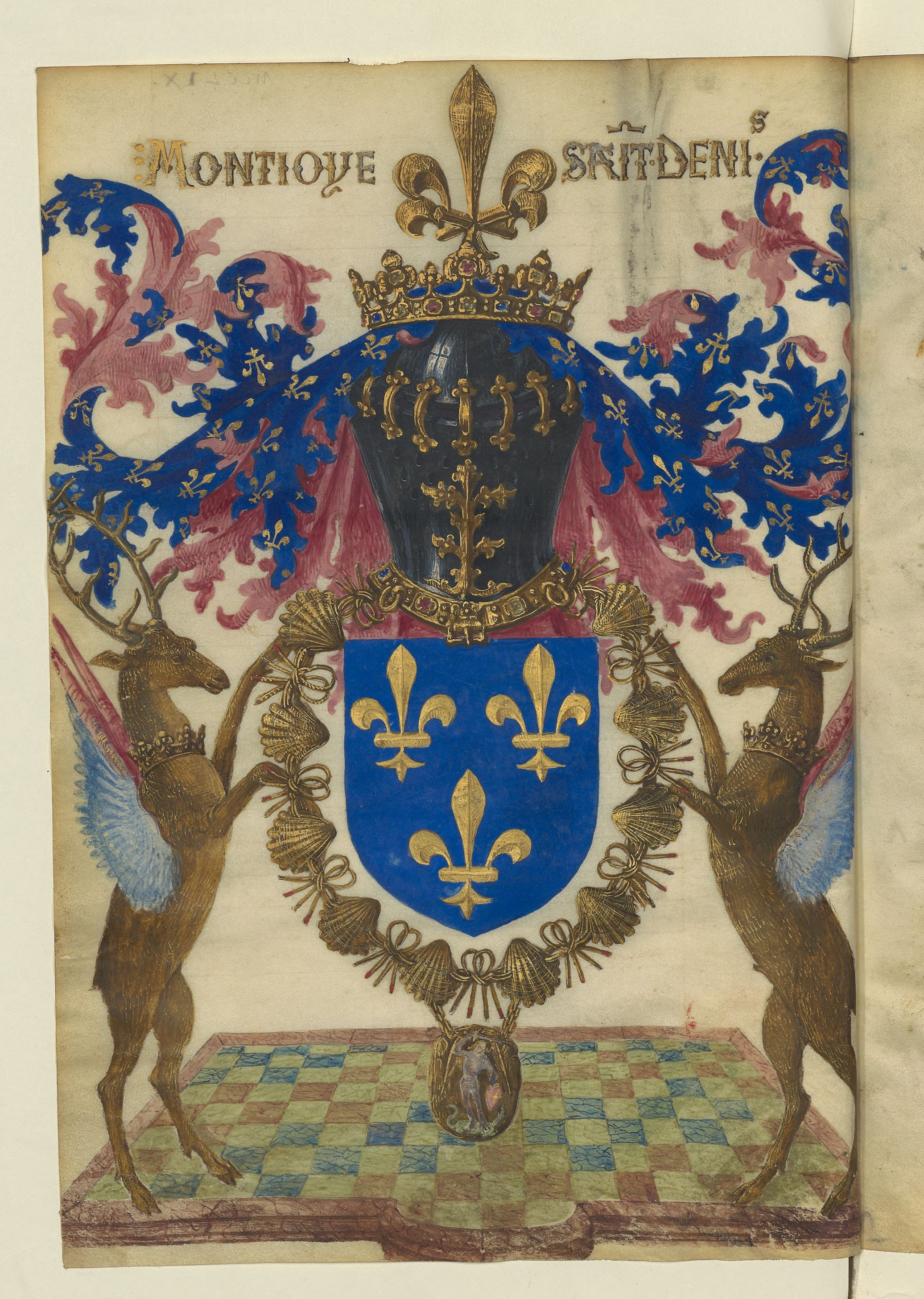
Armes accompagnées du cri d'armes, représentées par Gilles Le Bouvier (XVe s.).

- « Montjoie », la « bannière de l'armée », derrière laquelle se rassemble l’ost lorsqu’il marche à la bataille[2].
- « Saint Denis », le saint patron et protecteur des rois de France. Pour les rois capétiens, ce cri de guerre permet d'invoquer Denis de Paris et ainsi de bénéficier de sa protection particulière dans le combat. L'oriflamme de Saint-Denis était une bannière de couleur rouge parsemée de flammes d’or derrière laquelle se rassemblaient les chevaliers français[2]. Conservée à l'abbaye de Saint-Denis, elle en était extraite uniquement lorsque de grands dangers menaçaient le royaume de France[9].

L'invocation à saint Denis a été ajoutée au cri d'armes royal à l'époque où l'oriflamme était levée, Louis VI le Gros étant le premier à l'arborer dans ses armées, en 1124.
« Montjoie Saint Denis ! » est par exemple crié au siège de Damiette, en 1249, à la bataille de Furnes, à Azincourt en 1415, au siège de Montargis, ou encore au siège de Pontoise avec Charles VII en 1441. Le cri d'armes était attaché au roi d'armes et n'était proféré qu'en présence des rois de France, « aux armées qu'ils commandaient, dans les combats auxquels ils prenaient part ».
Des cris de guerre similaires sont adoptés en Bourgogne (« Montjoie Saint-André ! »), en Anjou (« Montjoie Anjou ! »), par la Maison de Bourbon (« Montjoie Notre-Dame ! ») ou par les rois d'Angleterre (« Montjoie Notre-Dame Saint-Georges ! »).

## Dans la culture et la fiction
- Le chœur Montjoie Saint-Denis[12].
- Montjoie ! Saint-Denis ! est une toile du peintre Georges Mathieu de 1954[13].
- Montjoie ! Saint-Denys ! est la devise de la commune française de Saint-Denis, en lisière de Paris[14].
- « Montjoie ! Saint Denis ! Que trépasse si je faiblis ! », réplique de Godefroy de Montmirail dans le film Les Visiteurs, accolant au cri de guerre des chevaliers français sa devise personnelle[15],[12].

## Occurrences contemporaines
- En 2018, un militant royaliste d'Action française lance ce cri de guerre lorsqu'il entarte le député Éric Coquerel à Colombes dans le département des Hauts-de-Seine[12],[16].
- En juin 2021, un homme, déclarant avoir des « convictions politiques traditionnelles de droite ou d'ultra-droite »[17], prononce le cri de guerre « Montjoie ! Saint Denis ! » suivi de « À bas la Macronie ! » avant de gifler le président de la République française, Emmanuel Macron, alors en visite à Tain-l'Hermitage dans la Drôme[9].